# Seznam děl Jiřího Novotného
Seznam děl Jiřího Novotného uvádí informace o dílech tohoto českého architekta a urbanisty.

## Architektura
| číslo | stavba                                                              | návrh / realizace | obrázek | místo                          | číslo popisné | adresa                      | rok           | spoluautor                                                       | poznámka                                                                                             |
| ----- | ------------------------------------------------------------------- | ----------------- | ------- | ------------------------------ | ------------- | --------------------------- | ------------- | ---------------------------------------------------------------- | --- |
| 1     | Statek 20 ha                                                        | školní projekt    |         |                                |               |                             | 1934          |                                                                  | |
| 2     | Divadlo práce                                                       | návrh             |         | Praha 1-Nové Město             |               | Žofín                       | 1935          | Emil František Burian, Miroslav Kouřil, Josef Raban              | publikace D36                                                                                        |
| 3     | Okresní dům                                                         | soutěžní návrh    |         | Mělník                         |               |                             | 1937          |                                                                  | |
| 4     | Náčrty nábytku                                                      | návrh             |         |                                |               |                             | 1938-1941     |                                                                  | |
| 5     | Lodní bar Florida                                                   | realizace         |         | Praha 1-Nové Město             | 250           | Masarykovo nábřeží 1, Mánes | 1938          |                                                                  | |
| 6     | Vila Dr. V Smitky                                                   | návrh             |         | Jevany                         |               |                             | 1939          |                                                                  | |
| 7     | Vila Dr. J. Šípa                                                    | návrh             |         | Praha 4-Krč                    |               |                             | 1939          |                                                                  | |
| 8     | Budova Národního musea                                              | soutěžní návrh    |         | Praha 7-Holešovice             |               |                             | 1939          | Josef Pilař                                                      | |
| 9     | Zařízení vlastní pracovny                                           | realizace         |         |                                |               |                             | 1940          |                                                                  | |
| 10    | Budova finančních a justičních paláců                               | soutěžní návrh    |         | Praha 3-Žižkov                 |               |                             | 1940          | Josef Pilař                                                      | nejvyšší cena, publikováno: Architektura, Architekt, Volné směry                                     |
| 11    | Domek K. Sušanky                                                    | návrh             |         | Praha                          |               |                             | 1940          |                                                                  | |
| 12    | Škola v Bělé pod Bezdězem,                                          | soutěžní návrh    |         | Bělá pod Bezdězem              |               |                             | 1940          |                                                                  | |
| 13    | Koupaliště                                                          | návrh             |         | Chrudim                        |               |                             | 1940          | Josef Pilař                                                      | |
| 14    | Mobilní novinářský stánek - prototyp                                | realizace         |         |                                |               |                             | 1940          |                                                                  | |
| 15    | regionální typy zemědělských usedlostí                              | soutěžní návrh    |         |                                |               |                             | 1940          |                                                                  | 4 nejvyšší ceny, publikováno: Architektura, Architekt, výstava S.V.U. Mánes 1943                     |
| 16    | Chata F. Řehoře                                                     | návrh             |         |                                |               |                             | 1940          |                                                                  | výstava S.V.U. Mánes 1943                                                                            |
| 17    | Vila ing. Borovičky                                                 | návrh             |         | Neratovice                     |               |                             | 1940          |                                                                  | |
| 18    | Kolonie úřednických domků cukrovaru v Cerekvici                     | realizace         |         | Cerekvice nad Loučnou          |               |                             | 1941          |                                                                  | |
| 19    | Typové domky Spolku pro chemickou a hutní výrobu                    | soutěžní návrh    |         |                                |               |                             | 1941          |                                                                  | |
| 20    | Sociální dům                                                        | soutěžní návrh    |         | Klatovy                        |               |                             | 1941          |                                                                  | |
| 21    | Typové obytné domy pro ministerstvo sociální péče                   | soutěžní návrh    |         |                                |               |                             | 1941          |                                                                  | odměna                                                                                               |
| 22    | Zařízení pokoje-baru v bytě Jiřiny Šejbalové                        | realizace         |         | Praha                          |               |                             | 1941          |                                                                  | |
| 23    | Zařízení pracovny Dr. V. Brzoráda                                   | realizace         |         | Praha                          |               |                             | 1941          |                                                                  | |
| 24    | Dvojdomek v lánském zámeckém parku                                  | návrh             |         | Lány                           |               |                             | 1942          |                                                                  | |
| 25    | Rekonstrukce a dostavby cementárny                                  | studie            |         | Hýskov                         |               |                             | 1943          |                                                                  | výstava S.V.U. Mánes 1943                                                                            |
| 26    | Hrob paní Z. Sequensové                                             | realizace         |         | Praha                          |               | Olšanské hřbitovy           | 1943          |                                                                  | |
| 27    | Územní plán Uhříněvsi                                               | návrh             |         | Uhříněves                      |               |                             | 1943          | Jiří Gočár                                                       | |
| 28    | Regionální plán rekreační oblasti Jevany                            | návrh             |         |                                |               |                             | 1944          |                                                                  | výstava čs. architektury v Paříži 1947 a Varšavě 1948                                                |
| 29    | Studie vil a chat                                                   | studie            |         |                                |               |                             | 1944          |                                                                  | |
| 30    | Montované domy firmy Matolín                                        | návrh             |         |                                |               |                             | 1944          |                                                                  | |
| 31    | Chata Dr. J. Roubíčka                                               | realizace         |         | Voznice                        |               |                             | 1944          |                                                                  | |
| 32    | Stan pro basketball                                                 | návrh             |         |                                |               |                             | 1944          |                                                                  | |
| 33    | Rekonstrukce továrny v Uhříněvsi                                    | návrh             |         |                                |               |                             | 1945          |                                                                  | |
| 34    | Trafostanice v Uhříněvsi                                            | návrh             |         | Uhříněves                      |               |                             | 1945          | Jiří Gočár                                                       | |
| 35    | Adaptace záložny v Uhříněvsi                                        | návrh             |         |                                |               |                             | 1945          |                                                                  | |
| 36    | Urbanistický průzkum Měcholup                                       |                   |         | Měcholupy                      |               |                             | 1945          | Jiří Gočár                                                       | |
| 37    | Sportovní hala                                                      | studie            |         | Praha                          |               | Střelecký ostrov            | 1945          |                                                                  | |
| 38    | Obnova Lidic                                                        | soutěžní návrh    |         | Lidice                         |               |                             | 1945          |                                                                  | odměna                                                                                               |
| 39    | Adaptace budovy Mánes                                               | studie            |         | Praha 1-Nové Město             | 250           | Masarykovo nábřeží 1, Mánes | 1946          |                                                                  | |
| 40    | Nový Cristall palace                                                | soutěžní návrh    |         | Londýn                         |               |                             | 1946          |                                                                  | |
| 41    | Typové montované domy                                               | návrh             |         |                                |               |                             | 1946          |                                                                  | |
| 42    | Pokusné montované rodinné domky ministerstva techniky               | návrh             |         | Kralupy nad Vltavou            |               |                             | 1946          |                                                                  | |
| 43    | Rekonstrukce a dostavba Staroměstské radnice                        | soutěžní návrh    |         | Praha 1-Staré Město            |               | Staroměstské náměstí        | 1946          |                                                                  | |
| 44    | Typové montované domy                                               | návrh             |         |                                |               |                             | 1946          |                                                                  | |
| 45    | Urbanistické řešení Kolonie Zdař Bůh                                | realizace         |         | Most                           |               |                             | 1946          | Karel Kuthan                                                     | výstava čs. architektury v Paříži 1947 a Varšavě 1948                                                |
| 46    | Směrné plány rodinných domů                                         | návrh             |         |                                |               |                             | 1946          | Josef Hrubý ???                                                  | publikace Rodinné domky 1946                                                                         |
| 47    | Budova parlamentu na Letné                                          | soutěžní návrh    |         | Praha                          |               | Letná                       | 1947          |                                                                  | odměna                                                                                               |
| 48    | Hřbitov a kaple v Mokropsích                                        | návrh             |         | Mokropsy                       |               |                             | 1947          |                                                                  | |
| 49    | Zastavovací plán čtvrti Jiřího Kolihy                               | návrh             |         | Uhříněves                      |               |                             | 1947          |                                                                  | |
| 50    | Tři nájemní domy fy. Juta                                           | realizace         |         | Dvůr Králové nad Labem         |               |                             | 1947-1948     |                                                                  | |
| 51    | Dva nájemní domy fy. Juta                                           | realizace         |         | Jaroměř                        |               |                             | 1947-1948     |                                                                  | |
| 52    | Nájemní dům fy. Juta                                                | realizace         |         | Úpice                          |               |                             | 1947-1948     |                                                                  | |
| 53    | Výstavní pavilon na Klárově                                         | soutěžní návrh    |         | Praha                          |               | Klárov                      | 1947          |                                                                  | 1. cena                                                                                              |
| 54    | Nájemní dům fy. Juta                                                | realizace         |         | Praha Vršovice                 |               |                             | 1947-49       |                                                                  | |
| 55    | Studie zastavovacích podmínek území v Mostě                         | studie            |         | Most                           |               |                             | 1947          |                                                                  | |
| 56    | Sídliště 5000 v Mostě                                               | soutěžní návrh    |         | Most                           |               |                             | 1947          |                                                                  | |
| 57    | Sídliště 5000 v Mostě                                               | návrh             |         | Most                           |               |                             | 1947          | Ferdinand Fencl, Karel Kuthan, Jiří Štursa                       | |
| 58    | Nájemné domy v Mostě,                                               | návrh             |         | Most                           |               |                             | 1947          |                                                                  | |
| 59    | Svobodárna SHD v Mostě                                              | návrh             |         | Most                           |               |                             | 1947          |                                                                  | |
| 60    | Určovací plán Pankráce                                              | návrh???          |         | Praha                          |               | Pankrác                     | 1947          |                                                                  | výstava skupiny Mánes 1950                                                                           |
| 61    | Studie centra rekreační oblasti Jevany                              | návrh???          |         | Jevany                         |               |                             | 1947          |                                                                  | |
| 62    | Nájemný dům MNV                                                     | realizace         |         | Uhříněves                      |               |                             | 1948-1949     |                                                                  | |
| 63    | Společenský dům SHD v Mostě                                         | návrh             |         | Most                           |               |                             | 1948          |                                                                  | |
| 64    | Směrný plán Velkého Mostu                                           | návrh             |         |                                |               |                             | 1948          | Karel Kuthan                                                     | |
| 65    | Finanční a justiční paláce na Žižkově, druhá soutěž                 | soutěžní návrh    |         |                                |               |                             | 1948          |                                                                  | |
| 66    | Obchodní pavilon na sídlišti Solidarita                             | návrh             |         | Praha 10-Strašnice             |               | sídliště Solidarita         | 1948-1949     |                                                                  | |
| 67    | Chata Dr. J. Roubíčka                                               | realizace         |         | Voznice                        |               |                             | 1948-1949     |                                                                  | |
| 68    | Námětová studie ke směrnému plánu Prahy 48                          | studie            |         |                                |               |                             | 1948          |                                                                  | |
| 69    | Továrna Juta ve Domoradicích                                        | realizace         |         |                                |               |                             | 1949-1951     |                                                                  | |
| 70    | Sportovní areál v Popradu                                           | návrh             |         | Poprad                         |               |                             | 1949          |                                                                  | |
| 71    | Upravovací plán Trojské kotliny v Praze                             |                   |         | Praha                          |               | Troja                       | 1949          |                                                                  | |
| 72    | Letenské nábřeží a předpolí letenského tunelu                       | realizace         |         | Praha                          |               | Letná                       | 1950-1953     | M. Josef ???                                                     | |
| 73    | Železniční uzel Praha                                               | soutěžní návrh    |         |                                |               |                             | 1950          | J. Klíma ???                                                     | |
| 74    | Studie zástavby Pankráce                                            | návrh             |         | Praha                          |               |                             | 1950          |                                                                  | |
| 75    | Studie směrného plánu Kladna                                        | návrh             |         | Kladno                         |               |                             | 1950          | S. Horák ???, Václav Vondrášek???                                | |
| 76    | Koncept směrného plánu Prahy                                        | návrh             |         | Praha                          |               |                             | 1951          |                                                                  | |
| 77    | Úpravy v budově Mánes,                                              | realizace         |         | Praha 1-Nové Město             | 250           | Masarykovo nábřeží 1, Mánes | 1951          |                                                                  | |
| 78    | Studie ústředního prostoru Prahy                                    | návrh             |         | Praha                          |               |                             | 1952          | kolektiv KUP                                                     | |
| 79    | Studie Letné                                                        | návrh             |         | Praha                          |               | Letná                       | 1952          | S. Horák ???                                                     | |
| 80    | První návrh směrného plánu Prahy                                    | návrh             |         | Praha                          |               |                             | 1952          | kolektiv KUP                                                     | |
| 81    | Studie kompozice centra Prahy                                       | návrh             |         | Praha                          |               |                             | 1953          |                                                                  | Architektura 1956                                                                                    |
| 82    | Studie Severního města v Praze                                      | návrh             |         | Praha                          |               |                             | 1953          |                                                                  | |
| 83    | Vysoká škola stranická na Pankráci                                  | soutěžní návrh    |         | Praha                          |               |                             | 1954          |                                                                  | 2.cena, publikace: Architektura 1955                                                                 |
| 84    | Druhý návrh směrného plánu Prahy                                    | návrh             |         | Praha                          |               |                             | 1955          | kolektiv atelieru PPU                                            | schválen SVV 1956 cena přehlídky SA ČSR publikováno: Architektura 1956, pražské a zahraniční výstavy |
| 85    | Podrobný územní plán Severojižní magistrály                         | návrh             |         | Praha                          |               |                             | 1956          | M.Urban, M. Josef, Z. Kapoun                                     | cena přehlídky SA ČSR 1956 výstava Prahy                                                             |
| 86    | Budova ČSAD na Perštýně                                             | soutěžní návrh    |         | Praha                          |               |                             | 1956          |                                                                  | 1. cena                                                                                              |
| 87    | Budova ČSD na Žižkově                                               | soutěžní návrh    |         | Praha                          |               |                             | 1957          |                                                                  | 1. odměna                                                                                            |
| 88    | Studie areálu ČSAV na Mazance                                       | návrh             |         |                                |               |                             | 1957          |                                                                  | |
| 89    | Dětské hřiště na Rokosce                                            | realizace         |         | Praha                          |               |                             | 1957          |                                                                  | |
| 90    | Soubor budov ČSAV na Mazance                                        | soutěžní návrh    |         | Praha                          |               |                             | 1958          |                                                                  | |
| 91    | Studie přírodních a stavebních podmínek globální architektury Prahy | návrh             |         | Praha                          |               |                             | 1958          |                                                                  | výstava Bloku architektů a výstava Mánes Mánesu, 1995                                                |
| 92    | Experimentální obytný okrsek v Moskvě                               | soutěžní návrh    |         |                                |               |                             | 1959          | s kolektivem                                                     | |
| 93    | Centrum Berlína                                                     | soutěžní návrh    |         | Berlín                         |               |                             | 1959          | V. Dvořák ???                                                    | |
| 94    | Hrob rodičů                                                         | realizace         |         | Praha 10-Vinohrady             |               | Vinohradský hřbitov         | 1960          | Alena Gutfreundová-Novotná                                       | |
| 95    | Experimentální sídliště Invalidovna, urbanistický koncept           | realizace         |         | Praha 8-Karlín                 |               | Invalidovna (sídliště)      | 1960          | Stanislav Horák, Josef Polák, František Šmolík, Vojtěch Šalda    | cena umělecké soutěže, cena přehlídky SA ČSR                                                         |
| 96    | Studie Smetanova nábřeží,                                           | návrh             |         | Praha                          |               | Smetanovo nábřeží           | 1960          |                                                                  | |
| 97    | Studie zázemí Pražského hradu                                       | návrh             |         | Praha                          |               |                             | 1961          |                                                                  | |
| 98    | Směrný územní plán Prahy                                            |                   |         |                                |               |                             | 1961          | kolektiv atelieru ÚHA                                            | schválen vládou 1964 publikace: v mnoha časopisech a publikacích, na výstavách doma i v zahraničí    |
| 99    | Obytná čtvrť Prosek                                                 | soutěžní návrh    |         | Praha 9                        |               | Prosek                      | 1961          | V. Durdík, M. Polívka, M. Vaice, J. Mitáš                        | 1.cena publikováno: Architektura, různé publikace                                                    |
| 100   | Obytná čtvrť Prosek, urbanistický koncept                           | realizace         |         | Praha 9                        |               | Prosek, Střížkov            | 1962          | se soutěžním kolektivem                                          | hlavní cena Umělecké soutěže cena Přehlídky SA ČSR publikováno: publikace doma i v zahraničí         |
| 101   | Obytná čtvrť Ďáblice                                                | soutěžní návrh    |         | Praha 8                        |               | Kobylisy                    | 1962          | V. Durdík                                                        | nejvyšší cena                                                                                        |
| 102   | Obytná čtvrť Ďáblice, urbanistický koncept                          | realizace         |         | Praha 8                        |               | Kobylisy                    | 1963          | V. Durdík, Ivo Oberstein, V. Balla                               | četné publikace                                                                                      |
| 103   | Jižní město v Ostravě                                               | soutěžní návrh    |         | Ostrava                        |               |                             | 1963          | V. Durdík, Z. Kapoun                                             | nejvyšší cena                                                                                        |
| 104   | Rekonstrukce vlastní chalupy                                        | realizace         |         | Říčky v Orlických horách       |               |                             | 1964-1984     |                                                                  | |
| 105   | Zástavba Letné                                                      | soutěžní návrh    |         |                                |               |                             | 1964          |                                                                  | |
| 106   | komunikační úpravy prostoru u Muzea                                 | soutěžní návrh    |         | Praha                          |               | Nové Město                  | 1964          | s kolektivem                                                     | |
| 107   | Eurokursaal v San Sebastianu                                        | soutěžní návrh    |         |                                |               |                             | 1965          | V. Durdík, Ivo Oberstein a M. Vaice                              | |
| 108   | Centrum jižního města v Ostravě                                     | soutěžní návrh    |         | Ostrava                        |               |                             | 1965          | V. Durdík                                                        | odměna                                                                                               |
| 109   | Přestavba domku paní Jindry Šolcové                                 | realizace         |         | Zbuzany                        |               |                             | 1966          |                                                                  | |
| 110   | Studie Pražské aglomerace                                           | návrh             |         | Praha                          |               |                             | 1966          |                                                                  | |
| 111   | Jihozápadní město v Praze                                           | soutěžní návrh    |         | Praha                          |               |                             | 1968          | V. Durdík, J. Polák, V. Šalda                                    | 2. cena                                                                                              |
| 112   | Studie centra Desné                                                 | návrh             |         | Desná která???                 |               |                             | 1968          | V. Durdík                                                        | |
| 113   | Rekonstrukce domu A. Hoffmeistera                                   | realizace         |         | Praha                          |               | Malá Strana                 | 1970-1973     |                                                                  | |
| 114   | Rodinný dům V. Tauba v Bubenči                                      | realizace         |         | Praha                          |               | Bubeneč                     | 1972-1973 ??? |                                                                  | s použitím OKALu                                                                                     |
| 115   | Studie vily                                                         | návrh             |         |                                |               |                             | 1973          |                                                                  | |
| 116   | Přestavba chaty manželů Kovářových                                  | návrh             |         | ???                            |               |                             | 1973          |                                                                  | |
| 117   | Zařízení bytu Lucie Novotné-Hoffmeisterové                          | návrh             |         | Praha                          |               |                             | 1975          |                                                                  | |
| 118   | Hrob dcery Lucie Novotné-Hoffmeisterové                             | realizace         |         | Říčky v Orlických horách       |               |                             | 1976          |                                                                  | |
| 119   | Podkrovní byt domku paní J. Dudkové                                 | realizace         |         | Ponědrážek                     |               |                             | 1976          |                                                                  | |
| 120   | Přestavba domku rodiny Málkových                                    | realizace         |         | Brandýs nad Labem              |               |                             | 1977          |                                                                  | |
| 121   | Studie prostorových poměrů Severojižní magistrály                   | návrh             |         | Praha                          |               |                             | 1977          |                                                                  | |
| 122   | Urbanistická studie nekonvenční dopravy v Praze,                    | návrh             |         | Praha                          |               |                             | 1980          |                                                                  | |
| 123   | Chata manželů Benešových                                            | návrh             |         | Slatina nad Zdobnicí           |               |                             | 1980          |                                                                  | |
| 124   | Podkrovní prostor chalupy rodiny Dostálkových                       |                   |         | Bartošovice v Orlických horách |               |                             | 1980          |                                                                  | |
| 125   | Přístavba školy ve Vokovicích                                       | studie            |         | Praha                          |               | Vokovice                    | 1983          | J. Vaculík ???                                                   | |
| 126   | Podkrovní byt domku lékaře                                          | realizace         |         | Bartošovice v Orlických horách |               |                             | 1983          |                                                                  | |
| 127   | Domek rodiny Bílkových                                              | realizace         |         | Kostelík                       |               |                             | 1984-1986     |                                                                  | |
| 128   | Podkrovní byt rodiny Dostálkových                                   | realizace         |         | Slatina nad Zdobnicí           |               |                             | 1986          |                                                                  | |
| 129   | Hrob V. Tauba na Vyšehradě                                          | realizace         |         | Praha 10                       |               | Vinohradský hřbitov         | 1986          | plastika Miloslav Chlupáč ??? grafika Alena Gutfreundová-Novotná | |
| 130   | Přestavby domu rodiny Pospíšilových                                 | návrh             |         | Pardubice                      |               |                             | ???           |                                                                  | |
| 131   | Rekonstrukce a dostavba Staroměstské radnice                        | soutěžní návrh    |         | Praha 1-Staré Město            |               | Staroměstské náměstí        | 1987          | Tomáš Novotný                                                    | |
| 132   | Studie rehabilitace budovy Mánes                                    | návrh             |         | Praha 1-Nové Město             | 250           | Masarykovo nábřeží 1, Mánes | 1990          | Tomáš Novotný                                                    | výstava Mánes 1992                                                                                   |
| 133   | Minifarma                                                           | návrh             |         | Slatina nad Zdobnicí           |               |                             | 1995          |                                                                  | |
| 134   | Umístění sochy TGM v Praze                                          | soutěžní návrh    |         | Praha                          |               |                             | 1995          | Tomáš Novotný                                                    | |
| ??    | Urbanisticko-dopravní studie Náměstí republiky                      | návrh             |         | Praha                          |               |                             | 1964          | Atelier ÚHA                                                      | ???                                                                                                  |
| ??    | Přístavba domku                                                     | návrh             |         | Zbuzany                        | 13            |                             | 19??          |                                                                  | ???                                                                                                  |

## Výtvarné práce
| číslo | dílo                                                                                                | obrázek | místo                                   | rok       | spoluautor                                                                | poznámka |
| ----- | --------------------------------------------------------------------------------------------------- | ------- | --------------------------------------- | --------- | ------------------------------------------------------------------------- | --- |
| 1     | Scénická výprava Molière: Lakomec                                                                   |         | Praha, Divadlo D 34-D 36                | 1933–1935 | Miroslav Kouřil, Josef Raban                                              | Dokumentace archívu pozůstalosti Loly Skrbkové ???                                                                                             |
| 2     | Scénická výprava Karel Nový: Chceme žít                                                             |         | Praha, Divadlo D 34-D 36                | 1933–1935 | Miroslav Kouřil, Josef Raban                                              | |
| 3     | Scénická výprava Friedrich Wolf: John D dobývá svět                                                 |         | Praha, Divadlo D 34-D 36                | 1933–1935 | Miroslav Kouřil, Josef Raban                                              | |
| 4     | Scénická výprava Emil František Burian: Vojna                                                       |         | Praha, Divadlo D 34-D 36                | 1933–1935 | Miroslav Kouřil, Josef Raban                                              | |
| 5     | Scénická výprava Karel Hynek Mácha: Máj                                                             |         | Praha, Divadlo D 34-D 36                | 1933–1935 | Miroslav Kouřil, Josef Raban                                              | |
| 6     | Scénická výprava Bertolt Brecht, Kurt Weill, Emil František Burian: Žebrácká opera                  |         | Praha, Divadlo D 34-D 36                | 1933–1935 | Miroslav Kouřil, Josef Raban                                              | |
| 7     | Scénická výprava Adolf Hoffmeister: Mládí ve hře                                                    |         | Praha, Divadlo D 34-D 36                | 1933–1935 | Miroslav Kouřil, Josef Raban                                              | |
| 8     | Scénická výprava Jaroslav Hašek: Švejk                                                              |         | Praha, Divadlo D 34-D 36                | 1933–1935 | Miroslav Kouřil, Josef Raban                                              | |
| 9     | Scénická výprava William Shakespeare: Kupec benátský                                                |         | Praha, Divadlo D 34-D 36                | 1933–1935 | Miroslav Kouřil, Josef Raban                                              | |
| 10    | Scénická výprava Píseň písní                                                                        |         | Praha, Divadlo D 34-D 36                | 1933–1935 | Miroslav Kouřil, Josef Raban                                              | |
| 11    | Scénická výprava Maxim Gorkij: Jegor Bulyčov                                                        |         | Praha, Divadlo D 34-D 36                | 1933–1935 | Miroslav Kouřil, Josef Raban                                              | |
| 12    | Scénická výprava Nikolaj Fjodorovič Pogodin: Aristokrati                                            |         | Praha, Divadlo D 34-D 36                | 1933–1935 | Miroslav Kouřil, Josef Raban                                              | |
| 13    | Typografický plakát k představení Molière: Lakomec                                                  |         | Praha, Divadlo D 34-D 36                | 1933–1935 | Miroslav Kouřil, Josef Raban                                              | Dokumentace archívu pozůstalosti Loly Skrbkové ???                                                                                             |
| 14    | Typografický plakát k představení Karel Nový: Chceme žít                                            |         | Praha, Divadlo D 34-D 36                | 1933–1935 | Miroslav Kouřil, Josef Raban                                              | |
| 15    | Typografický plakát k představení Friedrich Wolf: John D dobývá svět                                |         | Praha, Divadlo D 34-D 36                | 1933–1935 | Miroslav Kouřil, Josef Raban                                              | |
| 16    | Typografický plakát k představení Emil František Burian: Vojna                                      |         | Praha, Divadlo D 34-D 36                | 1933–1935 | Miroslav Kouřil, Josef Raban                                              | |
| 17    | Typografický plakát k představení Karel Hynek Mácha: Máj                                            |         | Praha, Divadlo D 34-D 36                | 1933–1935 | Miroslav Kouřil, Josef Raban                                              | |
| 18    | Typografický plakát k představení Bertolt Brecht, Kurt Weill, Emil František Burian: Žebrácká opera |         | Praha, Divadlo D 34-D 36                | 1933–1935 | Miroslav Kouřil, Josef Raban                                              | |
| 19    | Typografický plakát k představení Adolf Hoffmeister: Mládí ve hře                                   |         | Praha, Divadlo D 34-D 36                | 1933–1935 | Miroslav Kouřil, Josef Raban                                              | |
| 20    | Typografický plakát k představení Jaroslav Hašek: Švejk                                             |         | Praha, Divadlo D 34-D 36                | 1933–1935 | Miroslav Kouřil, Josef Raban                                              | |
| 21    | Typografický plakát k představení William Shakespeare: Kupec benátský                               |         | Praha, Divadlo D 34-D 36                | 1933–1935 | Miroslav Kouřil, Josef Raban                                              | |
| 22    | Typografický plakát k představení Píseň písní                                                       |         | Praha, Divadlo D 34-D 36                | 1933–1935 | Miroslav Kouřil, Josef Raban                                              | |
| 23    | Typografický plakát k představení Maxim Gorkij: Jegor Bulyčov                                       |         | Praha, Divadlo D 34-D 36                | 1933–1935 | Miroslav Kouřil, Josef Raban                                              | |
| 24    | Typografický plakát k představení Nikolaj Fjodorovič Pogodin: Aristokrati                           |         | Praha, Divadlo D 34-D 36                | 1933–1935 | Miroslav Kouřil, Josef Raban                                              | |
| 25    | Scénická výprava J. Gočár???: JPP ???                                                               |         | Praha, Divadlo Komedie                  | 1947      |                                                                           | |
| 26    | Scénická výprava Noël Coward: Rozmarný duch                                                         |         | Praha, Divadlo Komedie                  | 1947      |                                                                           | |
| 27    | Scénická výprava Anna Sedláčková v Mozarteu                                                         |         | Praha, Mozarteum                        | 1948      |                                                                           | |
| 28    | Instalace výstavy Otto Gutfreunda                                                                   |         | Praha, Mánes                            | 1948      |                                                                           | |
| 29    | Instalace členské výstavy SVU Mánes                                                                 |         | Praha, Mánes                            | 1950      |                                                                           | |
| 30    | Grafický list Panorama Prahy                                                                        |         |                                         | 1956      |                                                                           | Architektura ČSR, katalog SUPRO, Nová Praha |
| 31    | Výzdoba Pražského hradu k pohřbu prezidenta Antonína Zápotockého                                    |         | Praha, Hrad                             | 1957      | Jiří Gočár                                                                | |
| 32    | Panel Město Budoucnosti k jubilejní výstavě                                                         |         |                                         | 1960      |                                                                           | |
| 33    | Pamětní deska Otto Gutfreunda                                                                       |         | Praha 1-Nové Město, čp.112, Spálená 55  | 1965      | busta: Karel Dvořák později odcizena, grafika: Alena Gutfreundová-Novotná | http://pametnidesky.webnode.cz/products/gutfreund-otto-na-dome-cp-112-ve-spalene-ulici-55-praha-2/ Archivováno 21. 7. 2020 na Wayback Machine. |
| 34    | Pamětní deska Emila Filly                                                                           |         | Praha 6 - Střešovice, čp.494, Lomená 12 | 1965      | busta: Otto Gutfreund grafika: Alena Gutfreundová-Novotná                 | http://pametnidesky.webnode.cz/products/filla/ Archivováno 21. 7. 2020 na Wayback Machine.                                                     |